# Daïra de Tébessa
La daïra de Tébessa est une circonscription administrative algérienne située dans la wilaya de Tébessa. Son chef-lieu est situé sur la commune éponyme de Tébessa.
La daïra est constituée de la seule commune de Tébessa.